# Robert Hedin
Robert Hedin (Ystad, 2 febbraio 1966) è un ex pallamanista e allenatore di pallamano svedese.

## Palmarès

### Olimpiadi
- 2 medaglie:
  - 2 argenti (Barcellona 1992; Atlanta 1996)

### Mondiali
- 1 medaglia:
  - 1 bronzo (Svezia 1993)

### Europei
- 1 medaglia:
  - 1 oro (Portogallo 1994)